# Assassin’s Creed: The Chain
Assassin’s Creed: The Chain (с англ. — «Кредо ассасина: Цепь») — американский комикс, написанный Кэмероном Стюартом и Карлом Кершлом, продолжение Assassin’s Creed: The Fall. Главное действующее лицо истории — Дэниел Кросс и его предок Николай Орлов — русский ассасин конца XIX века.
Подарочное издание Assassin’s Creed: The Fall включает в себя десять дополнительных страниц истории, которые являются вводной частью к Assassin’s Creed: The Chain.

## Сюжет
Assassin’s Сreed: The Chain продолжает историю Assassin’s Сreed: The Fall, а именно бывшего ассасина Николая Орлова и его потомка Дэниела Кросса. Николай Орлов бежал из Братства Ассасинов и уехал из Российской империи в Америку вместе со своим сыном Иннокентием. Через некоторое время ассасины находят Николая и пытаются заставить его вернуться в Братство. Поставленный в экстремальные условия, Николай учит пасынка драться и убивать.
В 2000-х годах Дэниел Кросс попадает в Абстерго и подключается к Анимусу, проведя внутри чуть больше года. Получив знания и умения своих предков, он становится тренером рекрутов у тамплиеров. Позже Дэниел отправляется в Москву, чтобы изучить библиотеку Ивана IV Грозного.